# Aprilia Racing
Aprilia Racing è la divisione sportiva dell'azienda motociclistica Aprilia, che al 2015 ha ottenuto 54 titoli mondiali nelle varie specialità motociclistiche, tra le categorie piloti e costruttori.
Integrata inizialmente nella società madre, dal 1º gennaio del 2009 diviene una s.r.l. indipendente anche se facente parte sempre del gruppo Piaggio.
Inizia l'attività nel 1974 nel campionato mondiale di motocross, spostandosi in altre competizioni nel 1985 con l'entrata nel Campionato mondiale di trial del pilota Philippe Berlatier e nel motomondiale con Loris Reggiani che iniziò a gareggiare nella classe 250. Due stagioni più tardi, esattamente il 30 agosto 1987, si registrò la prima vittoria in un Gran Premio, quello di San Marino e sempre con Loris Reggiani alla guida.
Nel 1992 la casa di Noale iniziò la lunga serie di vittorie nei campionati mondiali della varie discipline motociclistiche nella classe 125 del motomondiale, con alla guida Alessandro Gramigni, e nel campionato di trial con Tommy Ahvala. Furono questi i primi di una lunga serie di vittorie nei singoli gran premi e di titoli ottenuti nei campionati motociclistici.

## Motomondiale
Nonostante sia stata, nel passato, un'azienda relativamente piccola se paragonata ai colossi nipponici, l'Aprilia ha da sempre dedicato molte energie nelle competizioni sportive, in particolare nel motomondiale dove ha gareggiato in quattro classi, con risultati molto positivi nella 125, dove ha conquistato 10 titoli mondiali, e nella 250, dove ha conquistato 9 titoli iridati: con i suoi 19 titoli costruttori complessivi, l'Aprilia si colloca al 4º posto tra le case più vincenti di sempre. Essa ha inoltre conquistato 19 titoli mondiali piloti nelle classi 125 e 250 a partire dal 1992.

### Classe 125

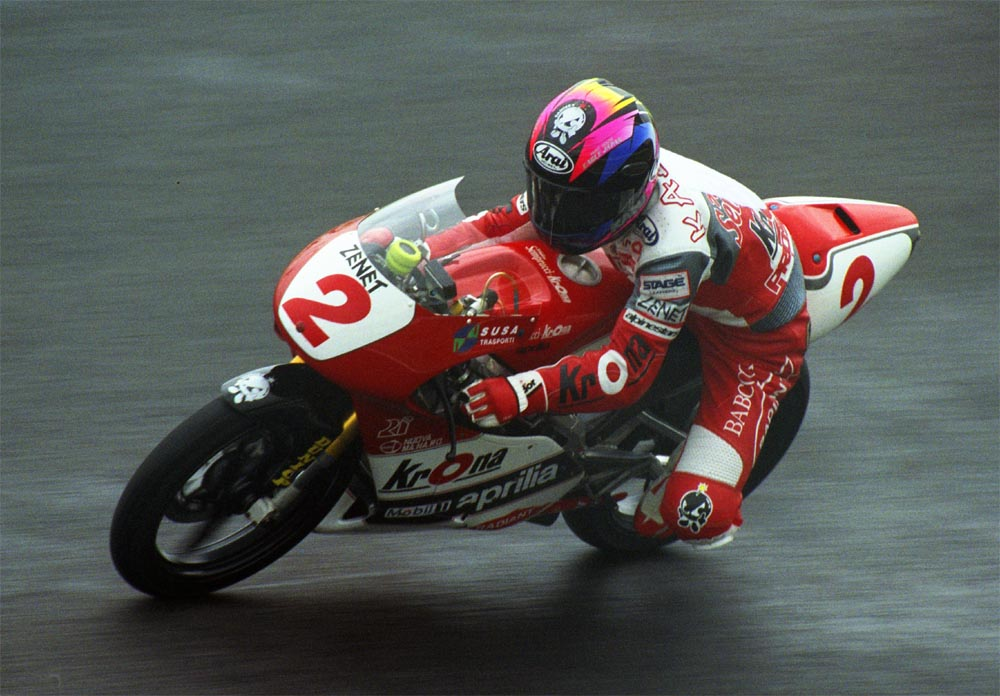
Kazuto Sakata con l'Aprilia RS 125 R campione del mondo 1994.

La prima vittoria dell'Aprilia in una gara della classe 125 risale al GP di Cecoslovacchia del 1991, quando a tagliare per primo il traguardo è stato Alessandro Gramigni del team Italia. Nel 1992 è stato sempre Gramigni con l'Aprilia RS 125 R a laurearsi campione del mondo della ottavo di litro (altro nome della 125) a seguito di due successi (in Malaysia ed Ungheria) e 134 punti in classifica, appena 16 lunghezze in più del secondo classificato, l'altro italiano Fausto Gresini su Honda RS125R.
Kazuto Sakata divenne campione del mondo di motociclismo della classe 125 nel 1994 a seguito di tre successi (in Australia e poi ancora in Spagna e Repubblica Ceca) e 224 punti nella classifica finale. Nel 1997 il giovanissimo Valentino Rossi, passato dal team AGV al Team ufficiale Aprilia, ottiene il suo primo titolo mondiale in sella alla RS 125. Conquistato il suo primo alloro il pesarese passa alla classe 250. Nel 1998, a distanza di quattro anni dal suo primo successo, è il giapponese Sakata a vincere il mondiale per la seconda volta grazie a quattro primi posti ottenuti in Giappone, Spagna, Francia e Gran Bretagna. Nel 2000 si laurea campione del mondo Roberto Locatelli del team Vasco Rossi Racing dopo aver ottenuto cinque vittorie (Malaysia, Italia, Repubblica Ceca, Spagna e Giappone) e 230 punti.
Nel 2002 il francese Arnaud Vincent, supportato dal team Worldwide Race di Fiorenzo Caponera, diviene campione del mondo grazie a cinque vittorie (in Giappone, Gran Bretagna, Germania, Portogallo e Malaysia), due pole position e 273 punti in classifica generale, appena 19 in più del secondo classificato (il sammarinese Manuel Poggiali).
Nel 2006 si è laureato campione del mondo con 338 punti frutto di 8 vittorie, 4 secondi posti, 2 terzi posti lo spagnolo Álvaro Bautista del team Master-MVA Aspar. Nel 2007 è ancora il team Aspar a fregiare la casa italiana del titolo mondiale piloti.
La stagione però è molto intensa, e lotta per il campionato si decide solo all'ultima gara, a Valencia: Talmácsi ci arriva con 10 punti di vantaggio sul compagno di squadra Faubel. In gara la tensione è palpabile, Talmácsi parte dalla pole, Faubel lo supera e vince, ma l'ungherese arriva secondo e si laurea campione del mondo: è il primo ungherese a raggiungere un simile traguardo nel motociclismo. Il 18 ottobre 2009 Julián Simón si laurea campione del mondo, guidando un Aprilia RSA 125 del team Bancaja Aspar. Nel 2011, in concomitanza con l'ultima apparizione della classe nel motomondiale, Aprilia ottiene sia il titolo piloti, con Nico Terol, che il titolo costruttori.

### Classe 250
Nel 1994 Max Biaggi si aggiudica il mondiale, con 22 punti di vantaggio su Tadayuki Okada (2º), portando il primo mondiale della classe 250 all'Aprilia. Nel 1995 Biaggi si laurea nuovamente campione ma ha vita più semplice concludendo con ben 63 punti di vantaggio sul secondo classificato (il giapponese Tetsuya Harada), vincendo 8 gran premi (Malesia, Germania, Italia, Paesi Bassi, Gran Bretagna, Repubblica Ceca, Argentina e Catalogna) concludendo solo una gara fuori dal podio, quella in Giappone. Nel 1996 sempre il romano Biaggi si conferma per il terzo anno consecutivo, ottiene 9 vittorie (5 nelle prime 6 gare) e si porta a casa il mondiale con soli 6 punti di vantaggio su Waldmann.

Max Biaggi, dal 1994 al 1996 per tre volte consecutive campione del mondo nella quarto di litro con Aprilia.

Nel 1998 con Loris Capirossi vince il titolo (grazie alle vittorie nel Gran Premio di Spagna e nel Gran Premio di Gran Bretagna) superando in classifica i compagni di squadra Valentino Rossi, all'epoca giovane promessa del motociclismo italiano e Tetsuya Harada, l'unico ancora in grado di portargli via la prima posizione; ma all'ultima curva dell'ultimo giro del Gran Premio decisivo, quello d'Argentina, Capirossi fece un'entrata decisa ad Harada, in quell'occasione più lento, incappando in un inevitabile contatto dal quale l'italiano ebbe al meglio; Capirossi era così campione del mondo, in seguito il pilota giapponese lo accusò di comportamento antisportivo in pista.
In particolare, Harada sostenne che Capirossi fece di tutto per farlo cadere al fine di vincere il titolo mondiale, con la stessa accusa l'Aprilia interruppe bruscamente il contratto che la legava a Capirossi anche per l'anno successivo. La casa di Noale venne successivamente citata in causa e tutto si risolse con una lunga questione legale alla fine della quale il pilota italiano venne dichiarato innocente e non vennero presi provvedimenti nei suoi confronti, confermando la classifica finale che lo vedeva campione del mondo. L'Aprilia dovette inoltre riconoscergli una cifra pari a 2 milioni di euro per chiudere la controversia.

Valentino Rossi con l'Aprilia RSV 250 campione del mondo 1999.

Nel motomondiale 1999 vinse il titolo con la casa di Noale Valentino Rossi e nel 2002 Marco Melandri. Nella stagione 2003 il sammarinese Manuel Poggiali, all'esordio nella categoria, vince le prime due corse della stagione (Giappone e Sudafrica) e con altri due successi, nei Gran Premi di Francia ed Italia, ed un totale di 10 podi, conquista il titolo di campione del mondo, al primo anno nella categoria.
Poggiali è stato il terzo pilota più giovane ad aver vinto il titolo iridato nella classe 250 dopo Marco Melandri e Valentino Rossi. Nel 2006 lo spagnolo Jorge Lorenzo, al primo anno con la 250 italiana, vince la sua prima gara in 250 nel GP di Spagna a Jerez, prima gara del campionato e grazie ad 8 vittorie e 11 podi (comprese le vittorie), vince il suo primo campionato del mondo lottando sino all'ultimo GP con Andrea Dovizioso su Honda, diventando il secondo pilota più giovane della storia a vincere tale titolo, dietro il nuovo recordman Pedrosa, vittorioso con la Honda.
Si riconferma campione del mondo anche nel 2007, sempre nel team Fortuna Aprilia, con una gara di anticipo arrivando terzo al GP della Malesia. Nel corso della stagione, in cui ha ottenuto 9 vittorie e 312 punti in classifica, ogni volta che ha ottenuto la pole position ha poi vinto anche la gara. Nel 2009, ultima annata in cui è stata disputata la 250, Aprilia si aggiudica il titolo costruttori.

### Classe 500 e MotoGP

#### Storia

##### La prima fase (1994-2004)
Pur avendo sperimentato tecnologie diversificate e, spesso, all'avanguardia nel tentativo di essere competitiva anche nella massima categoria, nella quale esordì nel 1994; dopo diversi anni di prestazioni opache nella classe 500 e, successivamente, nella MotoGP, la casa di Noale si è ritirata dalla classe regina nel 2004. Nelle sue sperimentazioni spesso ha seguito strade originali e differenti rispetto ad altri costruttori come quando, ad esempio, nella classe 500 decise di continuare l'evoluzione del motore a 2 cilindri a V, nella costante ricerca di aumentare le prestazioni, mentre tutti gli altri produttori passavano alla configurazione a 4 cilindri. Per la verità Aprilia si cimentò su una 500 2 tempi a 4 cilindri, ma il progetto, realizzato in due esemplari, vide la pista solo per alcuni test e poi fu accantonato per dedicare tutte le attenzioni alla RS Cube e ai nuovi regolamenti per la MotoGP. Almeno uno dei due prototipi è custodito nei magazzini prototipi nella sede di Noale.

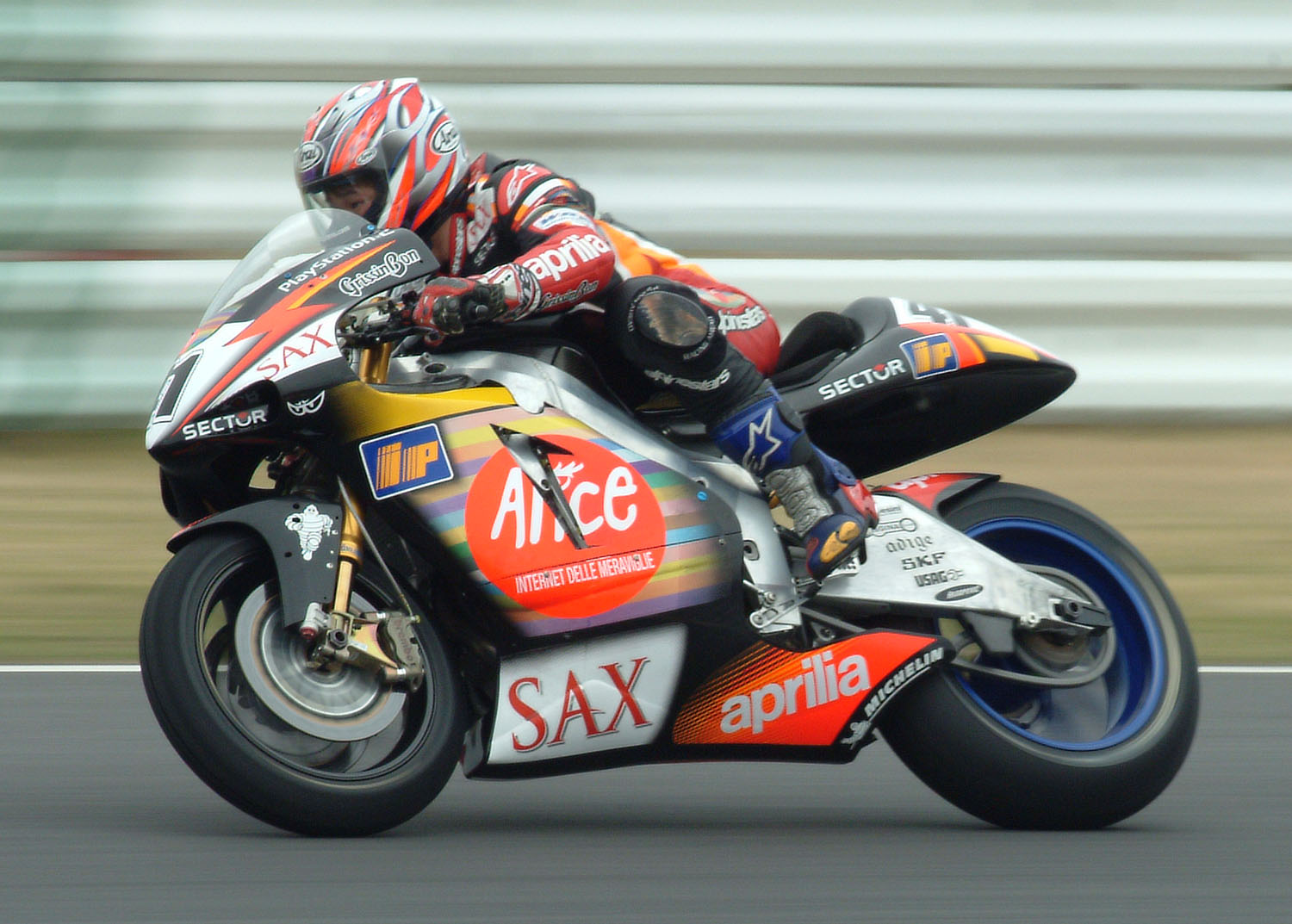
Noriyuki Haga su Aprilia RS Cube a Suzuka nel 2003.

Altrettanto particolare fu la decisione di puntare sulla leggerezza di un motore a 3 cilindri in linea (con la RS Cube), mentre gli altri competitori cercavano di ottenere le migliori prestazioni dai motori a 4 cilindri (in linea per la Yamaha, a V per Suzuki e Ducati) o, finché il regolamento lo ha permesso, addirittura a 5 cilindri come la Honda RC211V e a 6 cilindri come il progetto abortito della Blata WCM.

##### Il ritorno in classe regina (2015-)

###### L'Aprilia Racing Team Gresini (2015-2020)
Nel 2015 Aprilia ritorna in MotoGP, stringendo un accordo di collaborazione con il Gresini Racing, con la squadra che prende la denominazione di Aprilia Racing Team Gresini. I piloti, per questa stagione sono: Álvaro Bautista e Marco Melandri, sostituito a metà stagione dal tedesco Stefan Bradl. Nel 2016 il team schiera nuovamente Bautista e Bradl, portando al debutto il prototipo RS-GP e raccogliendo nel corso della stagione 16 piazzamenti nella top-10.
Nel 2017 il team è formato da Aleix Espargaró e da Sam Lowes, quest'ultimo debuttante nella classe regina. Nel 2018 continua la collaborazione con il team Gresini, al confermato Espargaró, viene affiancato il pilota britannico Scott Redding. Il team si piazza al decimo posto in classifica mentre Aprilia è sesta tra i costruttori. Nel 2019 è Andrea Iannone ad affiancare Espargaró. Proprio Iannone ottiene il miglior risultato stagionale in gara, tagliando il traguardo del Gran Premio d'Australia al sesto posto, a meno di un secondo dal podio. La stagione si conclude al sesto posto tra i costruttori.
Nel 2020 erano stati confermati gli stessi piloti, Aleix Espargaró e Andrea Iannone, ma essendo quest'ultimo squalificato per doping in attesa della sentenza definitiva, in sua sostituzione fino alla fine di ottobre ha corso Bradley Smith, a sua volta sostituito da Lorenzo Savadori. La stagione si conclude al sesto posto tra i costruttori.

###### Il ritorno delfactory teame le prime vittorie (2021-)

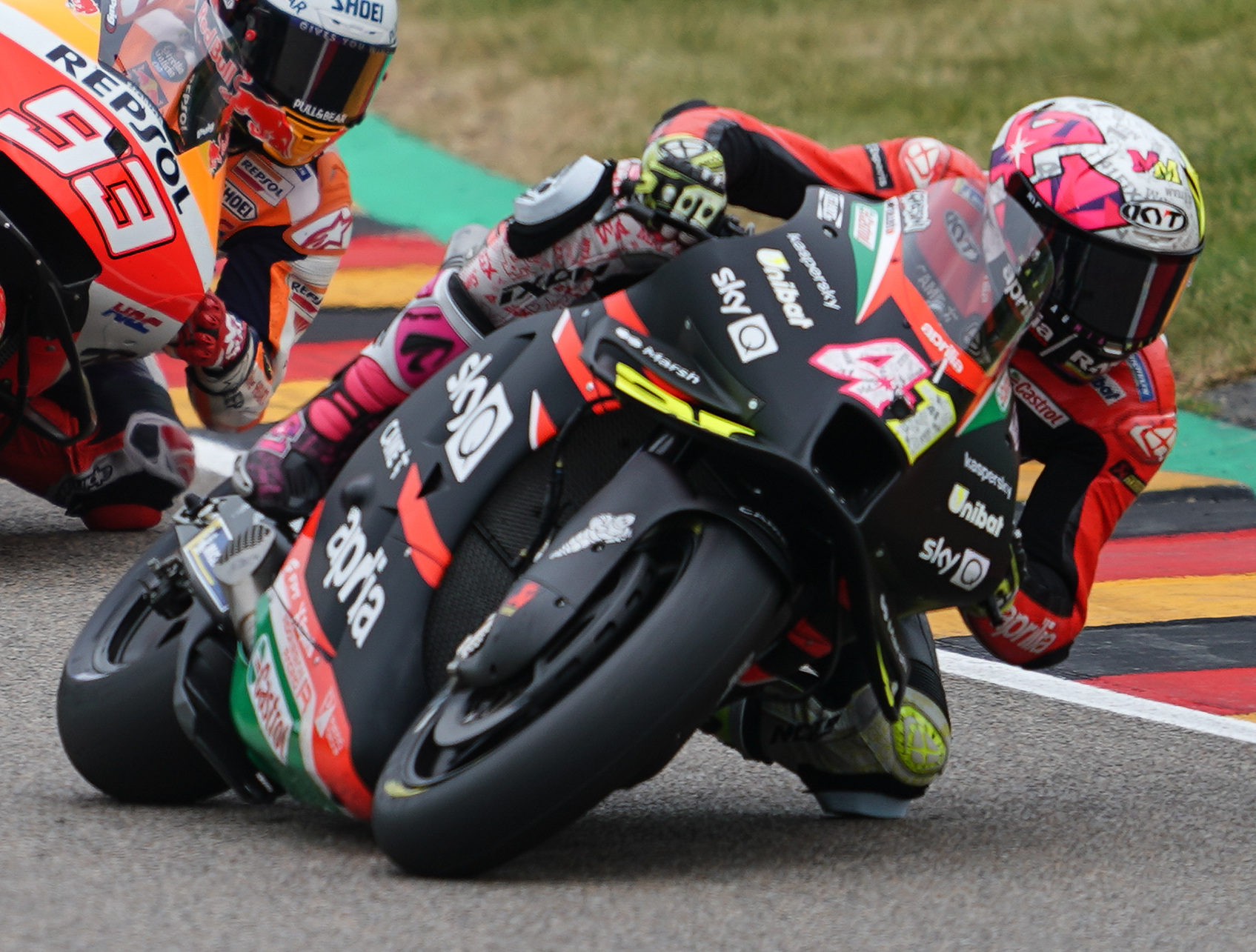
Aleix Espargaró su Aprilia RS-GP al Sachsenring nel 2021.

Per la stagione 2021 i piloti ufficiali a inizio stagione sonoː il confermato Aleix Espargaró e Lorenzo Savadori, campione italiano Superbike 2020 proprio con Aprilia. Tra aprile e maggio, la casa di Noale svolge alcuni test con Andrea Dovizioso, mentre il 16 agosto viene annunciato l'ingaggio di Maverick Viñales per la stagione 2022. Il 29 Agosto sul circuito di Silverstone Aleix Espargaró regala il primo podio di sempre per l'Aprilia nel campionato MotoGP, arrivando 3º a poco più di 4 secondi dal vincitore. La stagione si conclude al sesto posto in classifica costruttori ed al nono nella classifica a squadre.
Nel 2022, finita la collaborazione con il team Gresini le RS-GP vengono portate in pista dal team ufficiale Aprilia. I piloti sono gli stessi che hanno terminato la stagione precedente. In occasione del Gran Premio d'Argentina Aleix Espargaró ottiene la pole position e termina la gara al primo posto conquistando il suo primo successo in carriera, primo successo anche per Aprilia considerando sia 500 che MotoGP. Aprilia è la sesta casa motociclistica italiana a ottenere questo risultato. Espargaró riesce a tornare nuovamente sul podio in Portogallo, Spagna, Francia e Italia terminando queste gare al 3º posto. Il weekend successivo, in occasione del Gran Premio di Catalogna, Aleix ottiene la seconda pole position dell'anno. Nella seconda parte di stagione migliorano anche le prestazioni di Viñales che ottiene tre piazzamenti a podio; portando Aprilia al terzo posto nella classifica costruttori (miglior risultato di sempre considerando classe 500 e MotoGP), oltre al terzo posto nella classifica al squadre.
Nel 2023 vengono messe in pista quattro RS-GPː oltre alle due del team Factory infatti, due prototipi nella versione dell'anno precedente gareggiano con RNF Racing, Aprilia si conferma al terzo posto nella classifica costruttori. In occasione del Gran Premio di Catalogna Espargaró si impone nella sprint - novità regolamentare della stagione - mentre in gara arriva la prima doppietta in MotoGP con i piloti del team ufficiale. Confermate le quattro motociclette anche per il 2024 Aprilia vince il Gran Premio delle Americhe con Viñales, per quella che sarà l'unica gara non vinta da Ducati in tutto il campionato; campionato che termina nuovamente col terzo posto in classifica costruttori.

#### Risultati in MotoGP
I punti e il risultato finale sono la somma dei punti ottenuti da entrambi i piloti (diversamente dalla classifica costruttori) e il risultato finale si riferisce al team e non al costruttore.
| Anno | Moto            | Gomme | Piloti       |   |    |    |   |   |    |     |    |     |    |     |     |    |    |     |     |  |  |  |  |  |  | Punti | Pos. |
| ---- | --------------- | ----- | ------------ | - | -- | -- | - | - | -- | --- | -- | --- | -- | --- | --- | -- | -- | --- | --- |  |  |  |  |  |  | ----- | ---- |
| 2002 | Aprilia RS Cube | D     | Régis Laconi | 8 | 15 | 14 | 9 | 8 | 14 | Rit | 16 | Rit | 16 | Rit | Rit | 11 | 17 | Rit | Rit |  |  |  |  |  |  | 33    | 12º  |

| Anno | Moto            | Gomme | Piloti        |    |     |    |    |     |     |     |    |     |    |    |    |    |    |    |    |  |  |  |  |  |  | Punti | Pos. |
| ---- | --------------- | ----- | ------------- | -- | --- | -- | -- | --- | --- | --- | -- | --- | -- | -- | -- | -- | -- | -- | -- |  |  |  |  |  |  | ----- | ---- |
| 2003 | Aprilia RS Cube | M     | Noriyuki Haga | 12 | Rit | 11 | 8  | Rit | 12  | Rit | 7  | Rit | 13 | 15 | 14 | 12 | 12 | 14 | 15 |  |  |  |  |  |  | 109   | 7º   |
| 2003 | Aprilia RS Cube | M     | Colin Edwards | 6  | Rit | 14 | 10 | 9   | Rit | 7   | 10 | 14  | 12 | 14 | 13 | 17 | 13 | 16 | 8  |  |  |  |  |  |  | 109   | 7º   |

| Anno | Moto            | Gomme | Piloti            |    |     |    |    |    |     |    |    |    |    |     |    |     |    |     |    |  |  |  |  |  |  | Punti | Pos. |
| ---- | --------------- | ----- | ----------------- | -- | --- | -- | -- | -- | --- | -- | -- | -- | -- | --- | -- | --- | -- | --- | -- |  |  |  |  |  |  | ----- | ---- |
| 2004 | Aprilia RS Cube | M     | Shane Byrne       | 15 | Rit | NP | 10 | 13 | Rit | 17 | 14 | 13 | NP |     | 13 |     |    |     |    |  |  |  |  |  |  | 44    | 10º  |
| 2004 | Aprilia RS Cube | M     | Jeremy McWilliams | 16 | Rit | 13 | 16 | NP | 15  | 14 | 12 | 16 | 14 | 12  | 12 | Rit | 15 | 14  | 13 |  |  |  |  |  |  | 44    | 10º  |
| 2004 | Aprilia RS Cube | M     | Garry McCoy       |    |     |    |    |    |     |    |    |    |    |     |    |     | 16 | Rit | 16 |  |  |  |  |  |  | 44    | 10º  |
| 2004 | Aprilia RS Cube | M     | Michel Fabrizio   |    |     |    |    |    |     |    |    |    |    | Rit |    |     |    |     |    |  |  |  |  |  |  | 44    | 10º  |

| Anno | Moto          | Gomme | Piloti          |     |     |    |    |    |    |     |    |    |    |    |     |    |    |    |    |    |    |  |  |  |  | Punti | Pos. |
| ---- | ------------- | ----- | --------------- | --- | --- | -- | -- | -- | -- | --- | -- | -- | -- | -- | --- | -- | -- | -- | -- | -- | -- |  |  |  |  | ----- | ---- |
| 2015 | Aprilia RS-GP | B     | Álvaro Bautista | Rit | 15  | 19 | 15 | 15 | 14 | 10  | 17 | 14 | 18 | 13 | 10  | 15 | 13 | 16 | 14 | 15 | 14 |  |  |  |  | 39    | 11º  |
| 2015 | Aprilia RS-GP | B     | Marco Melandri  | 21  | Rit | 20 | 19 | 18 | 18 | Rit | 19 |    |    |    |     |    |    |    |    |    |    |  |  |  |  | 39    | 11º  |
| 2015 | Aprilia RS-GP | B     | Michael Laverty |     |     |    |    |    |    |     |    | 20 |    |    |     |    |    |    |    |    |    |  |  |  |  | 39    | 11º  |
| 2015 | Aprilia RS-GP | B     | Stefan Bradl    |     |     |    |    |    |    |     |    |    | 20 | 14 | Rit | 16 | 18 | 18 | 21 | 10 | 18 |  |  |  |  | 39    | 11º  |

| Anno | Moto          | Gomme | Piloti          |     |    |    |     |    |     |    |     |    |    |    |     |    |    |    |    |    |    |  |  |  |  | Punti | Pos. |
| ---- | ------------- | ----- | --------------- | --- | -- | -- | --- | -- | --- | -- | --- | -- | -- | -- | --- | -- | -- | -- | -- | -- | -- |  |  |  |  | ----- | ---- |
| 2016 | Aprilia RS-GP | M     | Álvaro Bautista | 13  | 10 | 11 | Rit | 9  | Rit | 8  | Rit | 10 | 16 | 16 | 10  | 10 | 9  | 7  | 12 | 7  | 10 |  |  |  |  | 145   | 7º   |
| 2016 | Aprilia RS-GP | M     | Stefan Bradl    | Rit | 7  | 10 | 14  | 10 | 14  | 12 | 8   | NP | 19 | 14 | Rit | 12 | 10 | 10 | 11 | 17 | 13 |  |  |  |  | 145   | 7º   |

| Anno | Moto          | Gomme | Piloti          |    |     |     |    |     |     |     |     |     |    |    |     |     |    |    |     |     |     |  |  |  |  | Punti | Pos. |
| ---- | ------------- | ----- | --------------- | -- | --- | --- | -- | --- | --- | --- | --- | --- | -- | -- | --- | --- | -- | -- | --- | --- | --- |  |  |  |  | ----- | ---- |
| 2017 | Aprilia RS-GP | M     | Aleix Espargaró | 6  | Rit | 17  | 9  | Rit | Rit | Rit | 10  | 7   | 8  | 13 | Rit | Rit | 6  | 7  | Rit | Inf | Inf |  |  |  |  | 67    | 12º  |
| 2017 | Aprilia RS-GP | M     | Sam Lowes       | 18 | Rit | Rit | 16 | 14  | 19  | 19  | Rit | Rit | 18 | 20 | Rit | Rit | 22 | 13 | 19  | Rit | Rit |  |  |  |  | 67    | 12º  |

| Anno | Moto          | Gomme | Piloti          |    |     |    |     |     |     |     |    |    |     |    |    |    |    |    |     |    |    |     |  |  |  | Punti | Pos. |
| ---- | ------------- | ----- | --------------- | -- | --- | -- | --- | --- | --- | --- | -- | -- | --- | -- | -- | -- | -- | -- | --- | -- | -- | --- |  |  |  | ----- | ---- |
| 2018 | Aprilia RS-GP | M     | Aleix Espargaró | 19 | Rit | 10 | Rit | 9   | Rit | Rit | 13 | NP | 15  | 17 | AN | 14 | 6  | 13 | Rit | 9  | 11 | Rit |  |  |  | 64    | 10º  |
| 2018 | Aprilia RS-GP | M     | Scott Redding   | 20 | 12  | 17 | 15  | Rit | Rit | 12  | 14 | 15 | Rit | 20 | AN | 21 | 17 | 16 | 19  | 13 | 19 | 11  |  |  |  | 64    | 10º  |

| Anno | Moto          | Gomme | Piloti          |    |    |     |    |     |    |     |    |     |    |    |     |    |    |     |     |    |    |    |  |  |  | Punti | Pos. |
| ---- | ------------- | ----- | --------------- | -- | -- | --- | -- | --- | -- | --- | -- | --- | -- | -- | --- | -- | -- | --- | --- | -- | -- | -- |  |  |  | ----- | ---- |
| 2019 | Aprilia RS-GP | M     | Aleix Espargaró | 10 | 9  | Rit | 11 | 12  | 11 | Rit | 12 | Rit | 18 | 14 | Rit | 12 | 7  | Rit | 15  | 10 | 13 | 9  |  |  |  | 106   | 9º   |
| 2019 | Aprilia RS-GP | M     | Andrea Iannone  | 14 | 17 | 12  | NP | Rit | 15 | 11  | 10 | 13  | 17 | 18 | 10  | NP | 11 | 15  | Rit | 6  | SQ | SQ |  |  |  | 106   | 9º   |

| Anno | Moto          | Gomme | Piloti           |    |     |     |    |    |    |    |     |    |     |    |     |     |    |     |  |  |  |  |  |  |  | Punti | Pos. |
| ---- | ------------- | ----- | ---------------- | -- | --- | --- | -- | -- | -- | -- | --- | -- | --- | -- | --- | --- | -- | --- |  |  |  |  |  |  |  | ----- | ---- |
| 2020 | Aprilia RS-GP | M     | Aleix Espargaró  | NE | Rit | Rit | 10 | 11 | 12 | 13 | Rit | 12 | 14  | 13 | Rit | Rit | 8  | 9   |  |  |  |  |  |  |  | 54    | 11º  |
| 2020 | Aprilia RS-GP | M     | Bradley Smith    | NE | 15  | 12  | 17 | 13 | 19 | 19 | 13  | 16 | Rit | 19 | 15  |     |    |     |  |  |  |  |  |  |  | 54    | 11º  |
| 2020 | Aprilia RS-GP | M     | Lorenzo Savadori |    |     |     |    |    |    |    |     |    |     |    |     | Rit | 18 | Rit |  |  |  |  |  |  |  | 54    | 11º  |

| Anno | Moto          | Gomme | Piloti           |    |    |    |    |     |    |     |     |    |     |     |    |     |     |     |   |     |    |  |  |  |  | Punti | Pos. |
| ---- | ------------- | ----- | ---------------- | -- | -- | -- | -- | --- | -- | --- | --- | -- | --- | --- | -- | --- | --- | --- | - | --- | -- |  |  |  |  | ----- | ---- |
| 2021 | Aprilia RS-GP | M     | Aleix Espargaró  | 7  | 10 | 6  | 6  | Rit | 7  | Rit | 7   | 8  | Rit | 10  | 3  | 4   | 8   | Rit | 7 | Rit | 9  |  |  |  |  | 135   | 9º   |
| 2021 | Aprilia RS-GP | M     | Lorenzo Savadori | 19 | 20 | 14 | 19 | Rit | 15 | 15  | Rit | 16 | Rit | Inf | NP | Inf | Inf |     |   |     |    |  |  |  |  | 135   | 9º   |
| 2021 | Aprilia RS-GP | M     | Maverick Viñales |    |    |    |    |     |    |     |     |    |     |     |    | 18  | 13  |     | 8 | 16  | 16 |  |  |  |  | 135   | 9º   |

| Anno | Moto          | Gomme | Piloti           |    |    |   |    |    |    |    |    |   |     |   |   |    |   |    |    |    |    |    |     |  |  | Punti | Pos. |
| ---- | ------------- | ----- | ---------------- | -- | -- | - | -- | -- | -- | -- | -- | - | --- | - | - | -- | - | -- | -- | -- | -- | -- | --- |  |  | ----- | ---- |
| 2022 | Aprilia RS-GP | M     | Maverick Viñales | 12 | 16 | 7 | 10 | 10 | 14 | 10 | 12 | 7 | Rit | 3 | 2 | 13 | 3 | 13 | 7  | 7  | 17 | 16 | Rit |  |  | 334   | 3º   |
| 2022 | Aprilia RS-GP | M     | Aleix Espargaró  | 4  | 9  | 1 | 11 | 3  | 3  | 3  | 3  | 5 | 4   | 4 | 9 | 6  | 6 | 3  | 16 | 11 | 9  | 10 | Rit |  |  | 334   | 3º   |

| Anno | Moto          | Gomme | Piloti           |    |     |      |      |      |    |     |      |    |    |    |     |     |     |    |    |     |     |     |     |  |  | Punti | Pos. |
| ---- | ------------- | ----- | ---------------- | -- | --- | ---- | ---- | ---- | -- | --- | ---- | -- | -- | -- | --- | --- | --- | -- | -- | --- | --- | --- | --- |  |  | ----- | ---- |
| 2023 | Aprilia RS-GP | M     | Maverick Viñales | 25 | 127 | 4    | Rit7 | Rit9 | 12 | Rit | Rit7 | 53 | 68 | 23 | 126 | 8   | 199 | 28 | 11 | Rit | 11  | 46  | 104 |  |  | 410   | 5º   |
| 2023 | Aprilia RS-GP | M     | Aleix Espargaró  | 96 | 15  | Rit4 | 5    | 58   | 68 | 169 | 34   | 15 | 97 | 1  | 58  | Rit | 5   | 10 | 8  | 85  | Rit | Rit | 8   |  |  | 410   | 5º   |

| Anno | Moto          | Gomme | Piloti           |     |      |    |     |    |     |     |    |     |     |    |     |     |   |     |      |     |   |    |    |  |  | Punti | Pos. |
| ---- | ------------- | ----- | ---------------- | --- | ---- | -- | --- | -- | --- | --- | -- | --- | --- | -- | --- | --- | - | --- | ---- | --- | - | -- | -- |  |  | ----- | ---- |
| 2024 | Aprilia RS-GP | M     | Aleix Espargaró  | 83  | 8    | 75 | Rit | 95 | 41  | 119 | NP | Inf | 63  | 93 | 10  | Rit | 8 | Rit | 9    | 168 | 9 | 13 | 54 |  |  | 353   | 4º   |
| 2024 | Aprilia RS-GP | M     | Maverick Viñales | 109 | Rit1 | 1  | 9   | 53 | 128 | 85  | 63 | 127 | 138 | 7  | Rit | 16  | 6 | 67  | Rit9 | 8   | 7 | 7  | 15 |  |  | 353   | 4º   |

| Anno | Moto          | Gomme | Piloti           |     |      |     |     |     |     |     |     |     |     |      |    |     |  |  |  |  |  |  |  |  |  | Punti | Pos. |
| ---- | ------------- | ----- | ---------------- | --- | ---- | --- | --- | --- | --- | --- | --- | --- | --- | ---- | -- | --- |  |  |  |  |  |  |  |  |  | ----- | ---- |
| 2025 | Aprilia RS-GP | M     | Jorge Martín     | Inf | Inf  | Inf | Rit | Inf | Inf | Inf | Inf | Inf | Inf | Inf  | 7  | Rit |  |  |  |  |  |  |  |  |  | 195   |      |
| 2025 | Aprilia RS-GP | M     | Marco Bezzecchi  | 6   | Rit6 | 6   | 9   | 148 | 14  | 14  | 8   | 56  | 23  | Rit2 | 24 | 34  |  |  |  |  |  |  |  |  |  | 195   |      |
| 2025 | Aprilia RS-GP | M     | Lorenzo Savadori | 20  | NP   | 15  |     | 18  | 9   | 18  | 17  | 18  | Rit | Rit  |    |     |  |  |  |  |  |  |  |  |  | 195   |      |

| Legenda | 1º posto        | 2º posto            | 3º posto            | A punti      | Senza punti        | Grassetto – Pole position Corsivo – Giro più veloce |
| Legenda | Gara non valida | Non qual./Non part. | Ritirato/Non class. | Squalificato | '-' Dato non disp. | Grassetto – Pole position Corsivo – Giro più veloce |

## Superbike

### Mondiale Superbike
Nel 1999 l'Aprilia fece il suo esordio anche nel mondiale riservato alle derivate dalla produzione di serie con la RSV mille. Quell'anno il pilota fu Peter Goddard, che si piazzò dodicesimo.
L'anno successivo arrivarono Troy Corser e Alessandro Antonello: l'australiano, già campione del mondo nel 1996, conquistò la prima vittoria per la casa di Noale (saranno 5 in tutto alla fine dell'anno, condite da altri 3 podi) e si classificò terzo, mentre il padovano giunse quindicesimo. Nel 2001 a Corser venne affiancato Régis Laconi, ma quell'anno entrambi i piloti soffrirono la minore competitività delle loro gomme Dunlop, e alla fine giunsero rispettivamente quarto (con 10 podi, di cui 2 vittorie, entrambe conquistate nel gran premio d'apertura della stagione) e undicesimo (con una bella vittoria nel gran premio conclusivo a Imola).
Al termine della stagione 2002, che vide il solo Noriyuki Haga come portacolori arrivare quarto, Aprilia ritirò la propria squadra per riservare le proprie risorse economiche sul progetto RS Cube in MotoGP.

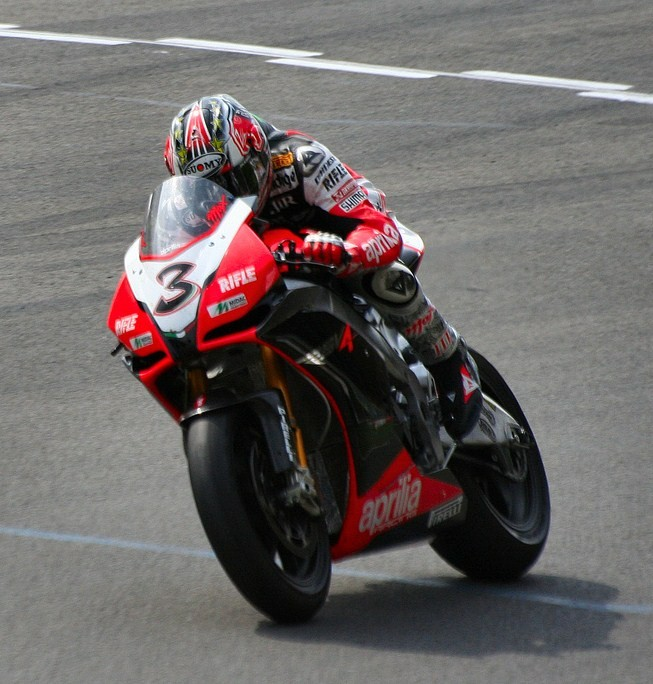
Max Biaggi con l'Aprilia RSV4 nel 2009.

Nel 2008 viene però annunciato il ritorno, a partire dalla stagione 2009, nel mondiale Superbike con una nuova supersportiva creata appositamente per competere e confrontarsi con le case giapponesi e con la Ducati: la RSV4, dotata di un motore 4 cilindri a V di 65°, affidata ai piloti Max Biaggi e Shinya Nakano. Il riscontro va oltre le aspettative, e la squadra, nell'anno del debutto, raggiunge il 4º posto sia nella classifica piloti, con Biaggi, che in quella costruttori, grazie a 9 podi, di cui una vittoria.
Nel 2010 viene riconfermato Max Biaggi, mentre viene designato Leon Camier come seconda guida, in ambito manageriale Giampiero Sacchi (dimessosi da responsabile sportivo del Gruppo Piaggio) viene sostituito da Luigi Dall'Igna (che già svolge il ruolo di direttore tecnico). Il team prende la denominazione di Aprilia Alitalia Racing visto l'accordo di sponsorizzazione con la compagnia di bandiera italiana.
Max Biaggi vince il titolo piloti con una gara d'anticipo rispetto al termine della stagione sopravanzando di 75 punti il suo diretto avversario, il britannico Haslam sulla Suzuki GSX-R1000 del team Suzuki Alstare. Grazie a questo successo iridato (il quarto con l'Aprilia) il pilota romano entra nella storia del motociclismo sportivo diventando il primo italiano a vincere il mondiale Superbike. Anche il titolo costruttori viene vinto dall'Aprilia, pure in questo caso, così come per il titolo piloti, si tratta del primo mondiale nella storia della casa italiana in questa categoria. Per affrontare la stagione 2011, il Team conferma Max Biaggi e Leon Camier in sella alle Aprilia RSV4. Alla fine della stagione, l'Aprilia si classificherà al terzo posto della classifica costruttori, totalizzando 442 punti.
Per la stagione 2012 il Team conferma Max Biaggi, al quale viene affiancato Eugene Laverty, ex pilota della Yamaha Racing, Biaggi si confermerà campione del mondo e Aprilia vincerà il titolo costruttori. Con la vittoria dell'italiano la casa di Noale ha raggiunto nel 2012 la quota di 51 titoli (il 50º con il titolo piloti, il 51º con il titolo costruttori) mondiali vinti, il Gruppo Piaggio 101 (il 100º con il titolo costruttori, il 101º con quello piloti). Per la stagione 2013 il Team conferma Eugene Laverty, al quale viene affiancato Sylvain Guintoli, ex pilota della Liberty Racing. I due, insieme, riusciranno a far aggiudicare ad Aprilia il titolo costruttori 2013, per quanto quello piloti sia sfuggito ad entrambi. Nel 2014 vince titolo costruttori e piloti con Sylvain Guintoli Raggiungendo quota 54 titoli mondiali.
Nel 2015 viene schierata la nuova versione della RSV4, la RSV4-RF. A guidare la nuova moto di Noale sono l'Inglese Leon Haslam, l'esordiente Jordi Torres proveniente dal Motomondiale e solo per alcune wild card l'ex campione di categoria Max Biaggi. Nel 2016 e 2017 Aprilia rimane nel mondiale Superbike fornendo le RSV4-RF a team privati. Nel 2018 continua la collaborazione con il team inglese Milwaukee che schiera la stessa coppia di piloti della stagione precedente. Lorenzo Savadori chiude la stagione al decimo posto in classifica piloti mentre Eugene Laverty, autore di due piazzamenti a podio e di una pole position, chiude all'ottavo posto. Aprilia torna nel mondiale Superbike nel 2020 quando il pilota francese Christophe Ponsson disputa qualche Gran Premio come wild card, con il team Nuova M2 Racing conquistando quattro punti.

### Superstock 1000 FIM Cup
Aprilia esordisce in questa categoria nella sua prima edizione targata 1999. Il pilota spagnolo Daniel Oliver, in sella ad una RSV R chiude la stagione da vice-campione andando a vincere tre Gran Premi. Oliver vincerà altre due gare nelle stagioni immediatamente successive. Nel 2002 la presenza di Aprilia in questo campionato si limita a partecipazioni estemporanee con piloti wild card. Nel biennio 2003-2004 i portacolori di Aprilia nella Stock 1000 sono FbC Racing e Alessandro Brannetti che chiude la prima stagione al diciannovesimo posto e la seconda al quindicesimo. Dal 2005 al 2008 non vengono schierate motociclette Aprilia in questo campionato.
Nel 2009, in concomitanza col ritorno in Superbike partecipa alla Coppa del Mondo Superstock 1000 con due giovani piloti: Federico Sandi (figlio di Giovanni Sandi, capo meccanico di Max Biaggi) e Federico Biaggi (nipote di Max Biaggi), le moto sono affidate al Team JiR ma vengono sviluppate direttamente dal reparto corse. Chiudono il campionato al diciannovesimo e trentanovesimo posto in classifica piloti. Nel 2010 due RSV4 vengono schierate dal team ceco MS Racing, i due piloti Ondřej Ježek e Michal Salac chiudono rispettivamente al diciannovesimo e ventinovesimo posto in classifica piloti. Nel 2011 non partecipa a questo campionato. Nel 2012 un'unica RSV4 viene schierata dal team M.V. Racing e guidata da Massimo Parziani. Nel corso della stagione altre Aprilia partecipano a questo campionato con piloti wild card. Parziani chiude al ventiseiesimo posto in classifica piloti. Nel 2013 partecipa solo alle prime tre gare in calendario, con lo stesso pilota della stagione precedente, senza ottenere punti. Nel 2014 partecipa con Kevin Calia, alle due gare in territorio italiano, ottenendo qualche punto valido per entrambe le classifiche.
Nel 2015 Aprilia fornisce le nuove RSV4-RF al team di Superstock 1000 Nuova M2 Racing, al termine del campionato il 4 ottobre in occasione del Gran premio di Francia, l'Italiano Lorenzo Savadori si laurea campione mondiale di categoria. Aprilia vince in quest'occasione anche il titolo costruttori raggiungendo quota 56 titoli mondiali. Nel 2016 continua la collaborazione con Nuova M2 Racing che sostituisce Lorenzo Savadori con Roberto Tamburini. Al termine della stagione Kalia chiude al terzo posto in classifica piloti, con due piazzamenti a podio all'attivo, mentre Tamburini chiude settimo, ottenendo la pole position nel Gran Premio di Imola. Nel 2017 Nuova M2 Racing cambia entrambi i piloti, vengono schierati infatti Luca Vitali e Maximilian Scheib che chiudono rispettivamente undicesimo e settimo in campionato. Nel 2018 i due piloti della stagione precedente vengono trasferiti nel team Aprilia Racing. In occasione del Gran Premio della Repubblica Ceca a Brno Aprilia torna alla vittoria dopo tre anni di digiuno. Al termine di questa stagione, ultima edizione della Superstock 1000, grazie alla costanza di risultati di Vitali e agli acuti di Scheib, aprilia si aggiudica la classifica riservata ai team.

## Campionato Italiano Velocità
Fin dalla sua fondazione Aprilia gareggia, oltre che nelle competizioni continentali e mondiali, anche nel Campionato Italiano Velocità. Dagli esordi alla loro soppressione, partecipa prevalentemente alle classi 125 e 250. Nei primi anni duemila, e successivamente con lo sviluppo della RSV4, l'impegno si allarga alle categorie per motociclette derivate dalla serie. A seguire l'elenco dei campioni italianiː
| Anno | Categoria           | Categoria           | Categoria  | Categoria        |
| Anno | Classe 125          | Classe 250          | Stock 1000 | Superbike        |
| ---- | ------------------- | ------------------- | ---------- | ---------------- |
| 1991 |                     | Pierfrancesco Chili |            |                  |
| 1992 |                     | Marcellino Lucchi   |            |                  |
| 1993 | Stefano Perugini    | Marcellino Lucchi   |            |                  |
| 1994 | Ivan Cremonini      | Marcellino Lucchi   |            |                  |
| 1995 | Valentino Rossi     | Marcellino Lucchi   |            |                  |
| 1996 |                     | Marcellino Lucchi   |            |                  |
| 1997 |                     | Marcellino Lucchi   |            |                  |
| 1998 |                     | Diego Giugovaz      |            |                  |
| 1999 | Fabrizio De Marco   | Ivan Clementi       |            |                  |
| 2000 | Gaspare Caffiero    | Riccardo Chiarello  |            |                  |
| 2005 | Simone Grotzkyj     |                     |            |                  |
| 2006 | Luca Verdini        |                     |            |                  |
| 2007 | Roberto Lacalendola |                     |            |                  |
| 2008 | Lorenzo Savadori    |                     |            |                  |
| 2009 | Riccardo Moretti    |                     |            |                  |
| 2010 | Francesco Mauriello |                     | Ivan Goi   |                  |
| 2011 | Niccolò Antonelli   |                     |            |                  |
| 2012 | Lorenzo Dalla Porta |                     |            |                  |
| 2020 |                     |                     |            | Lorenzo Savadori |

## Fuoristrada e Supermoto

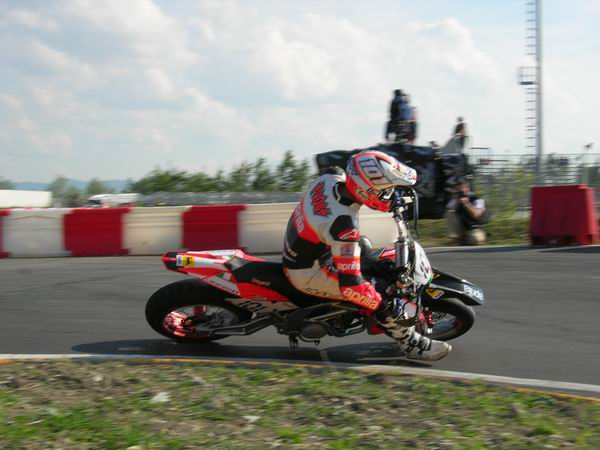
Thierry Van Den Bosch con l'Aprilia SXV 450 campione del mondo Supermoto nel 2006.

Il motocross rappresenta il primo ambito in cui Aprilia, nel 1974, ha fatto il suo debutto assoluto nelle competizioni sportive. Nel 1977 ha conseguito i primi titoli italiani, nelle classi 125 e 250, mentre l'anno seguente è avvenuto il debutto nel campionato del mondo; una presenza interrotta nel 1985 e ripresa dal 2005 con la MXV, ottenendo successi nella seconda metà del decennio con la seconda generazione della MXV 4.5.
Il primo titolo mondiale della casa di Noale è arrivato nel 1992 nel trial, disciplina dov'è stata impegnata fino alla metà del decennio, grazie a Tommi Ahvala.
Proficuo è stato poi l'impegno del supermotard, categoria dove Aprilia, prima con la SXV e poi con la MXV, ha vinto sin dal debutto nel 2004 conseguendo, tra gli anni 2000 e 2010, tre titoli piloti, con Jérôme Giraudo,  Thierry Van Den Bosch e Adrien Chareyre, e otto titoli costruttori.
Nel 1989, con la Tuareg, arriva il debutto nelle competizioni rally raid affrontando la Parigi Dakar; le partecipazioni più fruttuose della casa veneta alla Dakar risalgono al triennio 2010-2012, quando la RXV chiude sul podio all'esordio e rimane da allora l'ultima moto italiana ad avere ottenuto vittorie di tappa nella manifestazione.
Aprilia torna a impegnarsi concretamente nell'off-road nel 2023 con la Tuareg 660, moto che nello stesso anno vince all'esordio il Campionato Italiano Motorally e nel 2024, con Jacopo Cerutti, l'Africa Eco Race; nell'occasione un binomio moto-pilota italiano torna a vincere un rally africano a trent'anni dall'affermazione di Edi Orioli su Cagiva Elefant alla Dakar 1994.

## Loghi

Logo di Aprilia Racing usato tra gli anni 90 e 2000
Logo di Aprilia Racing in uso dal 2019